# The Other Side of the Door (film 1916)
The Other Side of the Door è un film muto del 1916 diretto da Thomas Ricketts. La sceneggiatura di Clifford Howard si basa sull'omonimo romanzo di Lucia Chamberlain, pubblicato a Indianapolis nel 1909. Prodotto dalla American Film Manufacturing Company e distribuito dalla Mutual, aveva come interpreti Harold Lockwood e May Allison, una delle più note coppie dello schermo in quegli anni.

## Trama
Intorno al 1860, John Montgomery, diventato erede di una fortuna, dilapida tutto il suo denaro giocandolo sconsideratamente a carte. Nella sala da gioco, incontra Carlotta Valencia, l'amante del proprietario del casinò, e se ne innamora, perdendo ogni interesse e mettendo completamente da parte Ellie, la sua fidanzata di vecchia data. Quando Martin, il proprietario del casinò, viene trovato assassinato, tutti si convincono che il colpevole debba essere per forza John, che – in questo modo – avrebbe tolto di mezzo il suo rivale in amore. Una folla inferocita si prepara a linciarlo ma, poco prima di finire impiccato, Ellie scopre che Carlotta si è suicidata, lasciando un biglietto dove confessa l'omicidio, dichiarando di avere ucciso lei l'amante. Tornato libero, John – dopo quella brutta avventura – ripensa alla stupidità del suo comportamento e decide di cambiare vita e di emendarsi: per prima cosa, per dimostrare la sua buona volontà, si riconcilia con Ellie, la fidanzata ingiustamente trascurata, alla quale, pentito, chiede perdono per la propria condotta insensata.

## Produzione
Il film fu prodotto dalla American Film Manufacturing Company.

## Distribuzione
Il copyright del film, richiesto dalla American Film Co., Inc., fu registrato il 6 gennaio 1916 con il numero LP7610. Distribuito dalla Mutual, il film uscì nelle sale statunitensi il 6 gennaio 1916.
Non si conoscono copie ancora esistenti della pellicola che viene considerata presumibilmente perduta.